# Trang viên tại Brzóstków

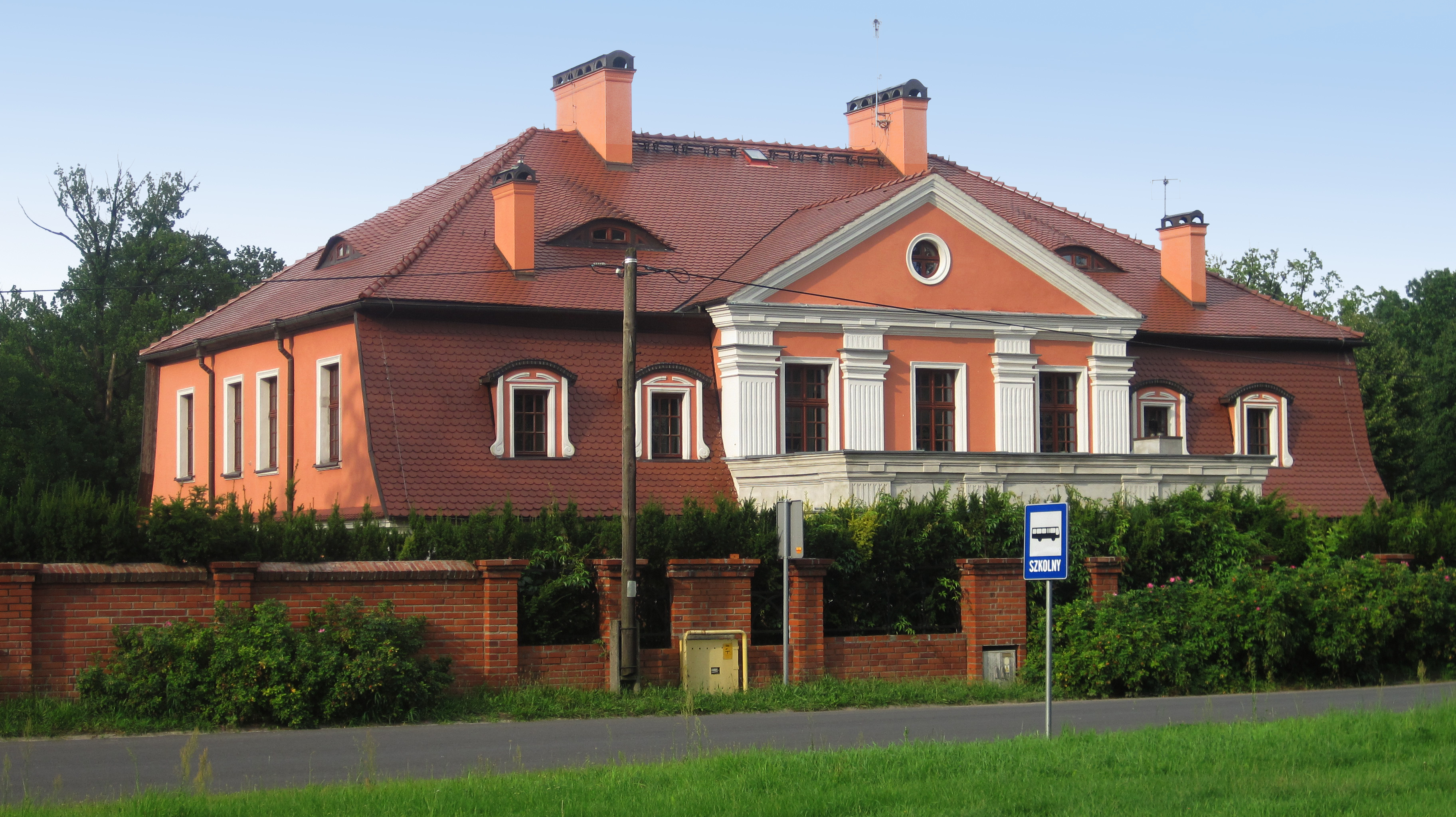
Trang viên tại Brzóstków

Trang viên tại Brzóstków (tiếng Ba Lan: Dwór w Brzóstkowie) là một trang viên theo kiến trúc Tân cổ điển, tọa lạc tại quận Jarocin, Brzóstków.

## Lịch sử
Trang viên được xây dựng trước năm 1781, theo yêu cầu của Antoni Józef Poniński, chủ sở hữu điền trang Brzostków lúc bấy giờ. Antoni Józef Poniński là thành viên của Ủy ban Giáo dục Quốc gia, họ hàng của Adam Poniński. Đến thế kỷ 19, đây là nơi cư ngụ của Ludwik sczaniecki  và Józef Tadeusz Borzęcki, sĩ quan tham gia của Khởi nghĩa tháng Mười Một.
stefan Adler từng là lính tham gia Khởi nghĩa tháng Giêng. Trong thời gian này, ông ẩn náu suốt 12 giờ bằng cách chui vào ống khói của trang viên Brzostków trước vòng vây của hiến binh Phổ.
sau Thế chiến II, trang viên bị bỏ hoang, không được bảo tồn. Và hệ quả là trang viên ngày càng xuống cấp và có nguy cơ sụp đổ hoàn toàn. Ngày 30 tháng 11 năm 1998, chủ sở hữu trang viên là Tadeusz Zysk, (chủ tịch nhà xuất bản Zysk i s-ka), đã góp công cải tạo lại trang viên và sống ở đây với vợ mình là bà Aldona. Ngày nay công trình do giáo sư Jan skuratowicz cải tạo và bảo tồn..

## Kiến trúc
Kiến trúc trang viên theo trường phái cổ điển: tường gạch, 2 tầng, 1 gác xép, 7 cột nhà. Các góc tầng trệt được trang trí theo kiến trúc nhám (rustication).